# Burgenländische Weinkönigin
Die Burgenländische Weinkönigin repräsentiert bei ihren öffentlichen Auftritten den Weinbau und die Weinkultur des Burgenlandes.

## Geschichte und Anforderungen
Die Burgenländische Weinkönigin wird seit 1965 in Eisenstadt gekürt – bis 2010 beim Fest der 1000 Weine, seitdem während der Wein- und Genusstage. Die ersten drei Weinköniginnen amtierten jeweils ein Jahr lang, seit 1968 findet die Wahl im Zwei-Jahres-Rhythmus statt.
Beim Bewerb werden die Kandidatinnen bezüglich Weinwissen und Allgemeinwissen getestet. Sowohl die burgenländische Kultur und Politik als auch die Situation in Gesamtösterreich wie auch das allgemeine Weltgeschehen sollen von einer Burgenländischen Weinkönigin überblickt werden. Die Zweit- und Drittplatzierte unterstützen die Burgenländische Weinkönigin als Weinprinzessinnen.
Im Amt der Österreichischen Weinkönigin wechseln einander die Burgenländischen und Niederösterreichischen Weinköniginnen – im Anschluss an deren Amtsperioden auf Landesebene – jährlich ab. Die erste Burgenländerin in der Funktion der Österreichischen Weinkönigin war 1969/70 Rita Hoffmann als Rita I.

## Bisherige Weinköniginnen
|     | Jahr    | Königin       | Name                                     | Ort               |
| --- | ------- | ------------- | ---------------------------------------- | ----------------- |
| 1.  | 1965/66 | Maria I.      | Maria Tinhof (verh. Menzel)              | St. Georgen       |
| 2.  | 1966/67 | Maria II.     | Maria Piribauer (verh. Gayer, Dr.)       | Neudörfl          |
| 3.  | 1967/68 | Irmgard I.    | Irmgard Schreiner (verh. Karassowitsch)  | Rust              |
| 4.  | 1968–70 | Rita I.       | Rita Hoffmann (verh. Preschitz)          | Mönchhof          |
| 5.  | 1970–72 | Emmi I.       | Emmi Herzog (verh. Nagelreiter)          | Gols              |
| 6.  | 1972–74 | Leona I.      | Leona Göltl (verh. Fink)                 | Apetlon           |
| 7.  | 1974–76 | Helga I.      | Helga Weiss (verh. Nittnaus)             | Gols              |
| 8.  | 1976–78 | Maria III.    | Maria Glöckl (verh. Marchart)            | Deutschkreutz     |
| 9.  | 1978–80 | Elisabeth I.  | Elisabeth Hautzinger (verh. Weissenböck) | Tadten            |
| 10. | 1980–82 | Heidi I.      | Heidemarie Schröck                       | Rust              |
| 11. | 1982–84 | Elfriede I.   | Elfriede Lehrner                         | Horitschon        |
| 12. | 1984–86 | Corinna I.    | Corinna Denk (verh. Denk)                | St. Margarethen   |
| 13. | 1986–88 | Edith I.      | Edith Straussberger                      | Zagersdorf        |
| 14. | 1988–90 | Eva I.        | Eva Kaiser (verh. Hoppe-Kaiser, Dr.)     | Kleinhöflein      |
| 15. | 1990–92 | Rosemarie I.  | Rosemarie Löschnauer                     | Raiding           |
| 16. | 1992–94 | Christine I.  | Christine Weiss (verh. Riepl)            | Gols              |
| 17. | 1994–96 | Claudia I.    | Claudia Bachkönig                        | Rust              |
| 18. | 1996–98 | Helga II.     | Helga Mandl (verh. Brunner)              | Rechnitz          |
| 19. | 1998–00 | Martina I.    | Martina Unger                            | Mönchhof          |
| 20. | 2000–02 | Elisabeth II. | Elisabeth Grosz                          | Gaas              |
| 21. | 2002–04 | Ulrike I.     | Ulrike Hahnekamp                         | St. Georgen       |
| 22. | 2004–06 | Claudia II.   | Claudia Reinprecht                       | Oggau             |
| 23. | 2006–08 | Angelika I.   | Angelika Kugler                          | St. Margarethen   |
| 24. | 2008–10 | Lisa I.       | Lisa Preschitz                           | Neusiedl am See   |
| 25. | 2010–12 | Patricia I.   | Patricia Steiner                         | Podersdorf am See |
| 26. | 2012–14 | Isabella I.   | Isabella Mayer                           | Donnerskirchen    |
| 27. | 2014–16 | Katharina I.  | Katharina Putz                           | Purbach           |
| 28. | 2016–18 | Anna I.       | Anna Reichardt                           | Donnerskirchen    |
| 29. | 2018–20 | Tatjana I.    | Tatjana Cepnik                           | St. Margarethen   |
| 30. | 2020–23 | Susanne I.    | Susanne Riepl                            | Gols              |
| 31. | 2023–25 | Hannah I.     | Hannah Wetschka                          | Jois              |
| 32. | 2025–.. | Maria IV.     | Maria Liegenfeld                         | Donnerskirchen    |